# Список глав государств в 1945 году
| 1944 ← Список глав государств по годам → 1946 |

В списке перечислены лидеры государств по состоянию на 1945 год. В том случае, если ведущую роль в государстве играет коммунистическая партия, указан как де-юре глава государства — председатель высшего органа государственной власти, так и де-факто — глава коммунистической партии.
Цветом выделены страны, в которых в данном году произошли смены власти вследствие следующих событий:
- Получение страной независимости;
- Военный переворот, революция, всеобщее восстание ;
- Президентские выборы;
- парламентские выборы, парламентский кризис;
- Смерть одного из руководителей страны;
- Иные причины.

## Азия
|                                                          | Арабские эмираты (протектораты Великобритании) | |                                                                        | | |  |
|                                                          | | Абу-Даби | Эмир                                                                   | Шахбут ибн Султан Аль Нахайян | 1928 год—1966 год                                                                                                   |  |
|                                                          | Аджман | Эмир | Рашид III ибн Хумайд                                                   | 1928 год—1981 год | |  |
|                                                          | Дубай | Шейх | Саид ибн Мактум                                                        | 1912 год—1958 год | |  |
|                                                          | Рас-эль-Хайма | Эмир | Султан II ибн Салим                                                    | 1921 год—1948 год | |  |
|                                                          | Умм-эль-Кайвайн | Эмир | Ахмад II бин Рашид аль-Муалла                                          | 1929 год—1981 год | |  |
|                                                          | Эль-Фуджайра | Шейх | Мохаммед бин Хамад                                                     | 1938 год—1974 год | |  |
|                                                          | Шарджа | Шейх | Султан II бин Сакр                                                     | 1924 год—1951 год | |  |
|                                                          | Афганистан | Афганистан | Король                                                                 | Захир-шах | 1933 год—1973 год                                                                                                   |  |
| Премьер-министр                                          | Афганистан | Афганистан | Мохаммад Хашим-хан                                                     | 1929 год—1946 год | |  |
|                                                          | Бахрейн (протекторат Великобритании) | Бахрейн (протекторат Великобритании) | Хаким                                                                  | Салман ибн Хамад Аль Халифа | 1942 год—1961 год                                                                                                   |  |
|                                                          | Бирма Марионеточное государство, образованное Японией на оккупированной территории Британской Бирмы. 27 марта 1945 японские войска оставили Бирму, восстановлена колония Британская Бирма         | Бирма Марионеточное государство, образованное Японией на оккупированной территории Британской Бирмы. 27 марта 1945 японские войска оставили Бирму, восстановлена колония Британская Бирма         | Глава государства                                                      | Ба Мо | 1943 год—1945 год                                                                                                   |  |
| Британская Бирма (Шанские княжества)                     | | |                                                                        | | |  |
|                                                          | Йонгве | Саофа | Со Шве Тай                                                             | 1926 год—1959 год | |  |
| Кенгтунг                                                 | Саофа | Саи Лонг | 1945 год—1959 год                                                      | | |  |
| Локсок (Ятсок)                                           | Саофа | Хкун Нсок | 1900 год—1946 год                                                      | | |  |
| Мокме                                                    | Саофа | Хкун Хконг | 1915 год—1959 год                                                      | | |  |
| Монгнай                                                  | Саофа | Хкун Кьо Хо | 1928 год—1949 год                                                      | | |  |
| Монгпай                                                  | саофа | Хкун Пин Нья | 1908 год—1959 год                                                      | | |  |
| Монгпон                                                  | Саофа | Сао Сан Хтун | 1928 год—1947 год                                                      | | |  |
| Северное Сенви                                           | Саофа | Хом Хпа | 1915 год—1959 год                                                      | | |  |
| Южное Сенви                                              | Саофа | Сао Сонг | 1913 год—1946 год                                                      | | |  |
|                                                          | Британская Индия | Британская Индия | Император                                                              | Георг VI | 1936 год—1947 год                                                                                                   |  |
| Вице-король                                              | Британская Индия | Британская Индия | Арчибалд Уэйвелл                                                       | 1943 год—1947 год | |  |
|                                                          | | Аджайгарх | Савай махараджа                                                        | Пунья Пратап Сингх | 1942 год—1950 год                                                                                                   |  |
|                                                          | Алвар | Махараджа | Тедж Сингх Прабхакар                                                   | 1937 год—1947 год | |  |
|                                                          | Алираджпур | Рана | Сурендра Сингх                                                         | 1941 год—1947 год | |  |
|                                                          | Баони | Наваб | Мохаммад Муштак аль-Хасан Хан                                          | 1911 год—1947 год | |  |
|                                                          | Бансвара | Раджа | Чандра Вир Сингх                                                       | 1944 год—1947 год | |  |
|                                                          | Барвани | Рана | Деви Сахиб Сингхджи                                                    | 1930 год—1947 год | |  |
|                                                          | Барода | Махараджа | Пратап Сингх Гаеквад                                                   | 1939 год—1949 год | |  |
|                                                          | Бахавалпур | Наваб | Садик Мухаммад Хан V                                                   | 1907 год—1947 год | |  |
|                                                          | Башахра | Раджа | Падам Сингх                                                            | 1914 год—1947 год | |  |
|                                                          | Бенарес | Махараджа бахадур | Вибхути Нараян Сингх                                                   | 1939 год—1947 год | |  |
|                                                          | Биджавар | Савай махараджа | Говинд Сингх                                                           | 1940 год—1947 год | |  |
|                                                          | Биканер | Махараджа | Садул Сингх                                                            | 1943 год—1947 год | |  |
|                                                          | Биласпур (Калур) | Раджа | Ананд Чанд                                                             | 1927 год—1948 год | |  |
|                                                          | Бунди | Махарао раджа | Ишвари Сингх Бахадур Сингх                                             | 1927 год—1945 год 1945 год—1949 год | |  |
|                                                          | Бхавнагар | Махараджа | Кришна Кумарсинхжи Бхавсинхжи                                          | 1919 год—1947 год | |  |
|                                                          | Бхаратпур | Махараджа | Бриджендра Сингх                                                       | 1929 год—1947 год | |  |
|                                                          | Бхопал | наваб | Хамидулла Хан                                                          | 1926 год—1949 год | |  |
|                                                          | Ванканер | Махарана радж сахиб | Амарсинхджи Банесинджи                                                 | 1881 год—1947 год | |  |
|                                                          | Гангпур | Раджа | Бир Удит Пратап Сехар Део                                              | 1938 год—1948 год | |  |
|                                                          | Гархвал | махараджа | Нарендра Шах                                                           | 1913 год—1946 год | |  |
|                                                          | Гвалиор | Махараджа | Дживаджирао Шинде                                                      | 1925 год—1948 год | |  |
|                                                          | Гондал | Тхакур сахиб | Бходжраджжи Бхагватсингхджи                                            | 1944 год—1947 год | |  |
|                                                          | Даспалла | раджа | Кишор Чандра Део Бханж                                                 | 1913 год—1948 год | |  |
|                                                          | Датия | Махараджа | Говинд Сингх                                                           | 1907 год—1947 год | |  |
|                                                          | Девас младшее | Махараджа | Йешвант Рао                                                            | 1943 год—1947 год | |  |
|                                                          | Девас старшее | Махараджа | Шахаджи II                                                             | 1937 год—1947 год | |  |
|                                                          | Джайпур | Махараджа савай | Ман Сингх II                                                           | 1922 год—1948 год | |  |
|                                                          | Джанджира | Наваб | Мохаммад-Хан II                                                        | 1922 год—1947 год | |  |
|                                                          | Джайсалмер | Махаравал | Джавахир Сингх                                                         | 1914 год—1947 год | |  |
|                                                          | Джалавад (Дрангадхра) | Махараджа | Маюрдваджсинхджи Мегхраджжи III                                        | 1942 год—1948 год | |  |
|                                                          | Джамму и Кашмир | Махараджа | Хари Сингх                                                             | 1925 год—1947 год | |  |
|                                                          | Джаора | Наваб | Мухаммад Ифтихар Али                                                   | 1895 год—1947 год | |  |
|                                                          | Дженкантал | Махараджа | Шанкар Пратап Сингх Дев Махендра                                       | 1918 год—1948 год | |  |
|                                                          | Джинд | Махараджа | Ранбир Сингх                                                           | 1911 год—1947 год | |  |
|                                                          | Джхабуа | Раджа | Дхалип Сингх                                                           | 1942 год—1948 год | |  |
|                                                          | Джунагадх | Наваб | Мохаммад Махабат Ханджи III                                            | 1911 год—1947 год | |  |
|                                                          | Джхалавар | Махараджа | Хариш Чандра Сингх                                                     | 1943 год—1947 год | |  |
|                                                          | Дир | Наваб | Мохаммад Шах Джахан Хан                                                | 1925 год—1960 год | |  |
|                                                          | Дхолпур | Махараджа рана | Удайбхану Сингх                                                        | 1911 год—1947 год | |  |
|                                                          | Дунгарпур | Махараджа | Лакшман Сингх                                                          | 1918 год—1947 год | |  |
|                                                          | Дхар | Раджа | Ананд Радж IV Павар                                                    | 1926 год—1947 год | |  |
|                                                          | Идар | Махараджа | Химмат Сингх                                                           | 1931 год—1948 год | |  |
|                                                          | Индаур | Махараджа | Яшвант Рао Холкар II                                                   | 1926 год—1948 год | |  |
|                                                          | Калат | Хан | Ахмад Яр                                                               | 1933 год—1955 год | |  |
|                                                          | Камбей | наваб | Низам ад-Даула Наджм                                                   | 1915 год—1948 год | |  |
|                                                          | Капуртхала | Махараджа | Джагатджит Сингх                                                       | 1911 год—1947 год | |  |
|                                                          | Караули | Махараджа | Бом Пал                                                                | 1927 год—1947 год | |  |
|                                                          | Кач | Махараджа | Виджайяраджи                                                           | 1942 год—1947 год | |  |
|                                                          | Кишангарх | Махараджа | Сумар Сингх                                                            | 1939 год—1947 год | |  |
|                                                          | Колхапур | Махараджа | Шиваджи VII                                                            | 1941 год—1947 год | |  |
|                                                          | Кота | Махарао | Бхим Сингх II                                                          | 1940 год—1947 год | |  |
|                                                          | Кочин | Махараджа | Рави Варма V                                                           | 1943 год—1946 год | |  |
|                                                          | Куч-Бихар | Махараджа | Джагаддипендра Нарайян                                                 | 1922 год—1949 год | |  |
|                                                          | Лас Бела | Хан | Гулям Кадир                                                            | 1937 год—1955 год | |  |
|                                                          | Лохару | Наваб | Амин-уд-Дин Ахмад-Хан II                                               | 1926 год—1947 год | |  |
|                                                          | Лунавада | рана | Вирбхандра Сингх                                                       | 1929 год—1947 год | |  |
|                                                          | Майсур | Махараджа | Джаячамараджендра Водеяр                                               | 1940 год—1947 год | |  |
|                                                          | Макран | Наваб | Азам Джан Балох                                                        | 1922 год—1948 год | |  |
|                                                          | Малеркотла | Наваб | Ахмад Али Хан                                                          | 1908 год—1947 год | |  |
|                                                          | Манди | Раджа | Джогиндер Сен                                                          | 1913 год—1948 год | |  |
|                                                          | Манипур | Махараджа | Бодхчандра Сингх                                                       | 1941 год—1949 год | |  |
|                                                          | Марвар (Джодхпур) | махараджа | Умайд Сингх                                                            | 1918 год—1947 год | |  |
|                                                          | Мевар (Удайпур) | Махарана | Бхупал Сингх                                                           | 1930 год—1948 год | |  |
|                                                          | Морви | Тхакур сахиб махараджа | Лахдирджи Вагджи                                                       | 1926 год—1947 год | |  |
|                                                          | Мудхол | Раджа | Бхайравсинхрао Радж Горпаде                                            | 1937 год—1947 год | |  |
|                                                          | Набха | Махараджа | Пратап Сингх                                                           | 1928 год—1947 год | |  |
|                                                          | Наванагар | Джам сахеб | Дигвиджайсинхджи Ранджитсинхджи                                        | 1933 год—1947 год | |  |
|                                                          | Нарсингхгарх | Раджа | Викрам Сингх                                                           | 1924 год—1947 год | |  |
|                                                          | Орчха | Махараджа | Вир Сингх II                                                           | 1930 год—1950 год | |  |
|                                                          | Паланпур | Наваб-сахиб | Талей Мухаммад Хан                                                     | 1918 год—1947 год | |  |
|                                                          | Панна | Махараджа | Ядвендра Сингх Джудео                                                  | 1902 год—1947 год | |  |
|                                                          | Патиала | Махараджа | Ядавиндра Сингх                                                        | 1938 год—1947 год | |  |
|                                                          | Порбандар | Махараджа сахиб | Натварсинхджи Бхавсинхджи                                              | 1918 год—1948 год | |  |
|                                                          | Пратабгарх | Махарават | Рам Сингх                                                              | 1929 год—1947 год | |  |
|                                                          | Пудуккоттай | Раджа | Раджагопала Тондайман                                                  | 1928 год—1948 год | |  |
|                                                          | Раджгарх | Раджа | Бикрамадитья Сингх                                                     | 1936 год—1948 год | |  |
|                                                          | Раджпипла | Махарана | Виджайсинхджи                                                          | 1915 год—1948 год | |  |
|                                                          | Радханпуа | Наваб | Муртаза Хан                                                            | 1936 год—1948 год | |  |
|                                                          | Рампур | наваб | Раза Али Хан                                                           | 1930 год—1949 год | |  |
|                                                          | Ратлам | Махараджа | Саджан Сингх                                                           | 1921 год—1947 год | |  |
|                                                          | Рева | Махараджа | Гулаб Сингх Джу Део                                                    | 1918 год—1946 год | |  |
|                                                          | Савантвади | Раджа | Шиврамрадж Савант Бхонсле                                              | 1937 год—1947 год | |  |
|                                                          | Саилана | Раджа | Дилип Сингх                                                            | 1919 год—1948 год | |  |
|                                                          | Самтхар | Махараджа | Радха Чаран Сингх                                                      | 1935 год—1950 год | |  |
|                                                          | Сангли | Раджа | Чинтаман Рао II Дхунди                                                 | 1932 год—1948 год | |  |
|                                                          | Сват | Вали | Мьянгул Абдул Вадуд                                                    | 1918 год—1947 год | |  |
|                                                          | Сирмур | Махараджа | Раджендра Пракаш                                                       | 1933 год—1948 год | |  |
|                                                          | Сирохи | Махарао | Сапур Рам Сингх                                                        | 1920 год—1946 год | |  |
|                                                          | Ситамау | Раджа | Радж Рам Сингх II                                                      | 1900 год—1947 год | |  |
|                                                          | Сонепур | Махараджа | Судхансу Шекхар Сингх                                                  | 1937 год—1948 год | |  |
|                                                          | Сукет | Раджа | Лакшман Сен                                                            | 1919 год—1947 год | |  |
|                                                          | Тонк | Наваб | Мухаммад Саадат Али-хан                                                | 1930 год—1947 год | |  |
|                                                          | Траванкор | Махараджа | Читхира Тхирунал Баларама Варма II                                     | 1924 год—1949 год | |  |
|                                                          | Трипура | Махааджа | Бикрама Кишор Маникья                                                  | 1923 год—1947 год | |  |
|                                                          | Фаридкот | Махараджа | Хариндер Сингх                                                         | 1918 год—1947 год | |  |
|                                                          | Хаирпур | Мир | Файз Мухаммад Хан Талпур II                                            | 1935 год—1947 год | |  |
|                                                          | Хайдарабад | Низам | Асаф Джах VII                                                          | 1911 год—1948 год | |  |
|                                                          | Харан | Мир | Хабибулла                                                              | 1911 год—1948 год | |  |
|                                                          | Хиндол | раджа | Наба Кишор Чандра                                                      | 1906 год—1948 год | |  |
|                                                          | Хунза | мир | Мохаммад Газан Хан II Мухаммад Джамаль Хан                             | 1938 год—1945 год 1945 год—1974 год | |  |
|                                                          | Чамба | Раджа | Тикка Лакшман Сингх                                                    | 1935 год—1948 год | |  |
|                                                          | Чаркхари | Махараджа | Джайендра Сингх                                                        | 1941 год—1947 год | |  |
|                                                          | Читрал | мехтар | Музаффар уль-Мульк                                                     | 1943 год—1949 год | |  |
|                                                          | Чхатарпур | Махараджа | Бхавани Сингх                                                          | 1932 год—1947 год | |  |
|                                                          | Шахпура | Раджа | Умайд Сингх II                                                         | 1932 год—1947 год | |  |
|                                                          | Бруней (протекторат Великобритании). Оккупирован Японией в декабре 1941 года, с августа 1945 года под управлением Британской администрации                                                        | Бруней (протекторат Великобритании). Оккупирован Японией в декабре 1941 года, с августа 1945 года под управлением Британской администрации                                                        | Султан                                                                 | Ахмад Таджуддин | 1924 год—1950 год                                                                                                   |  |
|                                                          | Бутан | Бутан | Король                                                                 | Джигме Вангчук | 1926 год—1952 год                                                                                                   |  |
|                                                          | Вьетнам Протекторат Франции Аннам. После отречения Бао-дай-де находился под прямым управлением французского губернатора до упразднения в 1948 году                                                | Вьетнам Протекторат Франции Аннам. После отречения Бао-дай-де находился под прямым управлением французского губернатора до упразднения в 1948 году                                                | Император                                                              | Бао-дай-де | 1925 год—1945 год                                                                                                   |  |
|                                                          | Демократическая Республика Вьетнам Провозглашена в Ханое 2 сентября 1945 года | Демократическая Республика Вьетнам Провозглашена в Ханое 2 сентября 1945 года | Президент                                                              | Хо Ши Мин | 1945 год—1969 год                                                                                                   |  |
| Премьер-министр                                          | Демократическая Республика Вьетнам Провозглашена в Ханое 2 сентября 1945 года | Демократическая Республика Вьетнам Провозглашена в Ханое 2 сентября 1945 года | Хо Ши Мин                                                              | 1945 год—1955 год | |  |
| Флаг Индонезии                                           | Индонезия Независимость провозглашена 17 августа 1945 года | Индонезия Независимость провозглашена 17 августа 1945 года | Президент                                                              | Сукарно | 1945 год—1949 год, 1950 год—1967 год                                                                                |  |
| Флаг Индонезии                                           | Индонезия Независимость провозглашена 17 августа 1945 года | Индонезия Независимость провозглашена 17 августа 1945 года | Премьер-министр                                                        | Сутан Шарир | 1945 год—1947 год                                                                                                   |  |
|                                                          | Индонезийские султанаты | |                                                                        | | |  |
|                                                          | | |                                                                        | | |  |
|                                                          | Бачан (протекторат Нидерландов). Оккупирован Японией в марте 1942 года, освобожден в августе 1945 года                                                                                            | Султан | Мухаммад Мухсин                                                        | 1935 год—1949 год | |  |
|                                                          | Дели (протекторат Нидерландов). Оккупирован Японией в марте 1942 года, освобожден в августе 1945 года                                                                                             | Султан | Амалуддин аль-Сани Перкаша Алам Шах Оcман II аль-Сани Перкаша Алам Шах | 1924 год—1945 год 1945 год—1946 год/1967 год | |  |
|                                                          | Джокьякарта (протекторат Нидерландов). Оккупирован Японией в марте 1942 года, освобожден в августе 1945 года                                                                                      | Султан | Хаменгкубувоно IX                                                      | 1939 год—1950 год/1988 год | |  |
|                                                          | Мангкунегаран (протекторат Нидерландов). Оккупирован Японией в марте 1942 года, освобожден в августе 1945 года                                                                                    | султан | Мангкунегара VIII                                                      | 1944 год—1946 год/1987 год | |  |
|                                                          | Понтианак (протекторат Нидерландов). Оккупирован Японией в марте 1942 года, освобожден в августе 1945 года                                                                                        | Султан | Междуцарствие Шериф Хамид II Алькадри                                  | 1944 год—1945 год 1945 год—1950 год | |  |
|                                                          | Саравак (протекторат Великобритании). Оккупирован Японией в марте 1942 года, освобожден в августе 1945 года                                                                                       | Раджа | Чарльз Вайнер Брук                                                     | 1917 год—1946 год | |  |
|                                                          | Сиак протекторат Нидерландов). Оккупирован Японией в марте 1942 года, освобожден в августе 1945 года                                                                                              | Султан | Зияриф Касим II                                                        | 1915 год—1949 год | |  |
|                                                          | Суракарта протекторат Нидерландов). Оккупирован Японией в марте 1942 года, освобожден в августе 1945 года                                                                                         | Сусухунан | Пакубовоно XI Пакубовоно XII                                           | 1939 год—1945 год 1945 год—1950 год/2004 год | |  |
|                                                          | Ирак | Ирак | Король                                                                 | Фейсал II | 1939 год—1958 год                                                                                                   |  |
| Премьер-министр                                          | Ирак | Ирак | Хамди аль-Баджаджи                                                     | 1944 год—1946 год | |  |
|                                                          | Иран | Иран | Шах                                                                    | Мохаммед Реза Пехлеви | 1941 год—1979 год                                                                                                   |  |
| Премьер-министр                                          | Иран | Иран | Мортеза-Коли Баят Ибрагим Хакими Мохсен Садр                           | 1944 год—1945 год (1945 год, 1945 год—1946 год, 1947 год—1948 год) 1945 год | |  |
|                                                          | Йеменское королевство | Йеменское королевство | Король                                                                 | Яхья бин Мухаммед Хамид-ад-Дин | 1918 год—1948 год                                                                                                   |  |
|                                                          | Йеменские султанаты и шейхства (протекторат Великобритании Аден) | |                                                                        | | |  |
|                                                          | | Алави | Шейх                                                                   | Салих ибн Сайель аль-Алави | 1940 год—1967 год                                                                                                   |  |
|                                                          | Акраби | Шейх | Мухаммад ибн Аль-Фадль аль-Акраби                                      | 1940 год—1957 год | |  |
|                                                          | Аудхали | султан | Салих ибн Аль-Хусейн                                                   | 1928 год—1967 год | |  |
|                                                          | Верхний Аулаки | Султан | Авад ибн Салих                                                         | 1935 год—1967 год | |  |
|                                                          | Верхняя Яфа | Султан | Умар IV бин Салих аль-Хархара                                          | 1927 год—1948 год | |  |
|                                                          | Дали | Эмир | Насир I бин Шаиф аль-Амири                                             | 1928 год—1947 год | |  |
|                                                          | Касири | Султан | Джафар ибн аль-Мансур                                                  | 1938 год—1949 год | |  |
|                                                          | Куайти | Султан | Салех ибн Галиб аль-Куайти                                             | 1936 год—1956 год | |  |
|                                                          | Лахедж | Султан | Абд аль-Карим II ибн Фадл                                              | 1915 год—1947 год | |  |
|                                                          | Мафлахи | Шейх | Аль-Касим ибн Абд аль-Рахман                                           | 1920 год—1967 год | |  |
|                                                          | Нижний Аулаки | Султан | Айдарус ибн Али аль-Аулаки                                             | 1930 год—1947 год | |  |
|                                                          | Нижняя Яфа | Cултан | Айдарус ибн Мухсин аль-Афифи                                           | 1925 год—1958 год | |  |
|                                                          | Фадли | Cултан | Абдаллах IV бин Усман аль-Фадли                                        | 1941 год—1962 год | |  |
|                                                          | Шаиб | Шейх | Мухаммад ибн аль-Мукбил аль-Саклади                                    | 1935 год—1948 год | |  |
|                                                          | Камбоджа (протекторат Франции) | Камбоджа (протекторат Франции) | Король                                                                 | Нородом Сианук | 1941 год—1955 год, 1993 год—2004 год                                                                                |  |
|                                                          | Катар (протекторат Великобритании) | Катар (протекторат Великобритании) | Эмир                                                                   | Абдаллах бин Джасим Аль Тани | 1913 год—1949 год                                                                                                   |  |
|                                                          | Китайская Республика | Китайская Республика | Председатель национального правительства                               | Чан Кайши | 1943 год—1949 год                                                                                                   |  |
| Председатель Исполнительного Юаня                        | Китайская Республика | Китайская Республика | Чан Кайши Сун Цзывэнь                                                  | (1930 год—1931 год, 1935 год—1938 год, 1939 год—1945 год, 1947 год) (1930 год, 1945 год—1947 год)                                                                              | |  |
|                                                          | Китайская Республика (Режим Ван Цзинвэя) марионеточное государство Японской империи, упразднено после капитуляции Японии в августе 1945 года                                                      | Китайская Республика (Режим Ван Цзинвэя) марионеточное государство Японской империи, упразднено после капитуляции Японии в августе 1945 года                                                      | Президент                                                              | Чэнь Гунбо | 1944 год—1945 год                                                                                                   |  |
|                                                          | Кувейт (протекторат Великобритании) | Кувейт (протекторат Великобритании) | Шейх                                                                   | Ахмед аль-Джабер ас-Сабах (Ахмед I) | 1921 год—1950 год                                                                                                   |  |
| Флаг Ливана                                              | Ливан | Ливан | Президент                                                              | Бишара эль-Хури | 1943 год, 1943 год—1952 год                                                                                         |  |
| Флаг Ливана                                              | Ливан | Ливан | Премьер-министр                                                        | Риад ас-Сольх Абдул Хамид Караме Сами ас-Сольх | (1943 год—1945 год, 1946 год—1951 год) 1945 год (1945 год—1946 год, 1952 год, 1954 год—1955 год, 1956 год—1958 год) |  |
|                                                          | Луангпхабанг (протекторат Франции) | Луангпхабанг (протекторат Франции) | Король                                                                 | Сисаванг Вонг | 1904 год—1945 год                                                                                                   |  |
|                                                          | Малайские султанаты | |                                                                        | | |  |
|                                                          | | Джохор Оккупирован Японией в январе 1942 года, с августа 1945 года под управлением Британской администрации                                                                                       | Султан                                                                 | Ибрагим аль Масихур | 1895 год—1957 год                                                                                                   |  |
|                                                          | Кедах По соглашению с Японией оккупирован Таиландом в октябре 1943 года, с августа 1945 года под управлением Британской администрации                                                             | Cултан | Бадлишах                                                               | 1943 год—1958 год | |  |
|                                                          | Келантан По соглашению с Японией оккупирован Таиландом в октябре 1943 года, с августа 1945 года под управлением Британской администрации                                                          | Султан | Ибрагим                                                                | 1944 год—1960 год | |  |
|                                                          | Негери-Сембилан Оккупирован Японией в январе 1942 года, с августа 1945 года под управлением Британской администрации                                                                              | Ямтуан бесар | Абдул Рахман                                                           | 1933 год—1960 год | |  |
|                                                          | Паханг Оккупирован Японией 8 декабря 1941 года, с августа 1945 года под управлением Британской администрации                                                                                      | Султан | Абу Бакар Риайат ад-дин Муаззам-шах                                    | 1932 год—1974 год | |  |
|                                                          | Перак Оккупирован Японией в декабре 1941 года, с августа 1945 года под управлением Британской администрации                                                                                       | Султан | Абдул Азиз аль-Мутасим                                                 | 1938 год—1948 год | |  |
|                                                          | Перлис По соглашению с Японией оккупирован Таиландом в октябре 1943 года, с августа 1945 года под управлением Британской администрации                                                            | Раджа | Хамза Путра ибни Ал-Мархум                                             | 1943 год—1945 год 1945 год—2000 год | |  |
|                                                          | Селангор Оккупирован Японией в декабре 1941 года, с августа 1945 года под управлением Британской администрации                                                                                    | Султан | Хисамуддин                                                             | 1938 год—1960 год | |  |
|                                                          | Тренгану По соглашению с Японией оккупирован Таиландом в октябре 1943 года, с августа 1945 года под управлением Британской администрации                                                          | Султан | Али Шах Исмаил Насируддин Шах                                          | 1942 год—1945 год 1945 год—1979 год | |  |
|                                                          | Мальдивы (протекторат Великобритании) | Мальдивы (протекторат Великобритании) | султан                                                                 | Абдул Маджид Диди | 1944 год—1952 год                                                                                                   |  |
|                                                          | Маньчжоу-Го Ликвидировано в ходе Маньчжурской стратегической операции Советской Армии | Маньчжоу-Го Ликвидировано в ходе Маньчжурской стратегической операции Советской Армии | Император                                                              | Пу И | 1934 год—1945 год                                                                                                   |  |
| Премьер-министр                                          | Маньчжоу-Го Ликвидировано в ходе Маньчжурской стратегической операции Советской Армии | Маньчжоу-Го Ликвидировано в ходе Маньчжурской стратегической операции Советской Армии | Чжан Цзинхуэй                                                          | 1935 год—1945 год | |  |
|                                                          | Монгольская Народная Республика | Монгольская Народная Республика | Генеральный секретарь ЦК Монгольской народной партии                   | Юмжагийн Цеденбал | 1940 год—1954 год                                                                                                   |  |
| Председатель Президиума Великого Государственного Хурала | Монгольская Народная Республика | Монгольская Народная Республика | Гончигийн Бумцэнд                                                      | 1940 год—1953 год | |  |
| Премьер-министр                                          | Монгольская Народная Республика | Монгольская Народная Республика | Хорлогийн Чойбалсан                                                    | 1939 год—1952 год | |  |
|                                                          | Мэнцзян Марионеточное государство, образованное Японией на оккупированной территории китайской области Внутренняя Монголия. Прекратило существование после капитуляции Японии в августе 1945 года | Мэнцзян Марионеточное государство, образованное Японией на оккупированной территории китайской области Внутренняя Монголия. Прекратило существование после капитуляции Японии в августе 1945 года | Президент                                                              | Дэ Ван Дэмчигдонров | 1939 год—1945 год                                                                                                   |  |
|                                                          | Непал | Непал | Король                                                                 | Трибхуван | 1911 год—1955 год                                                                                                   |  |
| Премьер-министр                                          | Непал | Непал | Джуддха Шамшер Рана Падма Шамшер Рана                                  | 1932 год—1945 год 1945 год—1948 год | |  |
|                                                          | Оман (протекторат Великобритании) | Оман (протекторат Великобритании) | Султан                                                                 | Саид бин Таймур | 1932 год—1970 год                                                                                                   |  |
|                                                          | Саудовская Аравия | Саудовская Аравия | Король                                                                 | Абдул-Азиз Аль Сауд | 1932 год—1953 год                                                                                                   |  |
| Флаг Таиланда                                            | Сиам (Таиланд) в 1945 государству возвращено историческое название Сиам | Сиам (Таиланд) в 1945 государству возвращено историческое название Сиам | Король                                                                 | Рама VIII (Ананда Махидон) | 1935 год—1946 год                                                                                                   |  |
| Флаг Таиланда                                            | Сиам (Таиланд) в 1945 государству возвращено историческое название Сиам | Сиам (Таиланд) в 1945 государству возвращено историческое название Сиам | Премьер-министр                                                        | Куанг Апайвонг Тави Бунъякет Сени Прамот | (1944 год—1945 год, 1946 год, 1947 год—1948 год) 1945 год (1945 год—1946 год, 1975 год, 1976 год)                   |  |
|                                                          | Сикким (протекторат Великобритании) | Сикким (протекторат Великобритании) | Чогьял                                                                 | Таши Намгьял | 1914 год—1963 год                                                                                                   |  |
|                                                          | Сирия | Сирия | Президент                                                              | Шукри Аль-Куатли | 1943 год—1949 год, 1955 год—1958 год                                                                                |  |
| Премьер-министр                                          | Сирия | Сирия | Фарис аль-Хури Саадаллах аль-Джабири                                   | (1944 год—1945 год, 1954 год—1955 год) (1943 год—1944 год, 1945 год—1946 год)                                                                                                  | |  |
|                                                          | Тибет | Тибет | Далай-лама                                                             | Далай-лама XIV (Тэнцзин Гьямцхо) | 1940 год—1951 год                                                                                                   |  |
|                                                          | Трансиордания (протекторат Великобритании) | Трансиордания (протекторат Великобритании) | Эмир                                                                   | Абдалла ибн Хусейн | 1921 год—1946 год                                                                                                   |  |
| Премьер-министр                                          | Трансиордания (протекторат Великобритании) | Трансиордания (протекторат Великобритании) | Самир ар-Рифаи Ибрахим Хашим                                           | (1944 год—1945 год, 1947 год, 1950 год—1951 год, 1956 год, 1958 год—1959 год, 1963 год) (1933 год—1938 год, 1945 год—1946 год, 1946 год—1947 год, 1956 год, 1957 год—1958 год) | |  |
|                                                          | Турция | Турция | Президент                                                              | Исмет Инёню | 1938 год—1950 год                                                                                                   |  |
| Премьер-министр                                          | Турция | Турция | Шюкрю Сараджоглу                                                       | 1942 год—1946 год | |  |
|                                                          | Япония | Япония | Император                                                              | Хирохито (император Сёва) | 1926 год—1989 год                                                                                                   |  |
| Премьер-министр                                          | Япония | Япония | Куниаки Коисо Кантаро Судзуки Нарухико Кидзюро Сидэхара                | 1944 год—1945 год 1945 год 1945 год—1946 год | |  |

## Африка
| Флаг               | Страна                                 | Страна                                 | Должность                               | Имя                                                      | Начало и конец срока                 | Фото |
| ------------------ | -------------------------------------- | -------------------------------------- | --------------------------------------- | -------------------------------------------------------- | ------------------------------------ | ---- |
|                    | Буганда (протекторат Великобритании)   | Буганда (протекторат Великобритании)   | кабака                                  | Мутеса II                                                | 1939 год—1962 год                    |      |
|                    | Бурунди (протекторат Бельгии)          | Бурунди (протекторат Бельгии)          | Мвами (король)                          | Мвамбутса IV                                             | 1915 год—1966 год                    |      |
|                    | Египет                                 | Египет                                 | Король                                  | Фарук I                                                  | 1936 год—1952 год                    |      |
| Премьер-министр    | Египет                                 | Египет                                 | Ахмад Махир-паша Махмуд ан-Нукраши-паша | 1944 год—1945 год (1945 год—1946 год, 1946 год—1948 год) |                                      |      |
|                    | Занзибар (протекторат Великобритании)  | Занзибар (протекторат Великобритании)  | Султан                                  | Халифа ибн Харуб                                         | 1911 год—1960 год                    |      |
|                    | Либерия                                | Либерия                                | Президент                               | Уильям Табмен                                            | 1944 год—1971 год                    |      |
|                    | Марокко (протекторат Франции)          | Марокко (протекторат Франции)          | Султан                                  | Мухаммед V                                               | 1927 год—1953 год, 1955 год—1957 год |      |
|                    | Руанда (протекторат Бельгии)           | Руанда (протекторат Бельгии)           | мвами                                   | Мутара III                                               | 1931 год—1959 год                    |      |
|                    | Салум (протекторат Франции)            | Салум (протекторат Франции)            | маад                                    | Фоде Но Гуйе Диуф                                        | 1935 год—1969 год                    |      |
|                    | Свазиленд (протекторат Великобритании) | Свазиленд (протекторат Великобритании) | нгвеньяма (король)                      | Собуза II                                                | 1899 год—1982 год                    |      |
|                    | Тунис (протекторат Франции)            | Тунис (протекторат Франции)            | Бей                                     | Мухаммад VIII аль-Амин                                   | 1943 год—1956 год                    |      |
|                    | Эфиопия                                | Эфиопия                                | Император                               | Хайле Селассие                                           | 1930 год—1936 год, 1941 год—1974 год |      |
| Премьер-министр    | Эфиопия                                | Эфиопия                                | Мэконнын Эндалькачоу                    | 1942 год—1957 год                                        |                                      |      |
|                    | Южно-Африканский Союз                  | Южно-Африканский Союз                  | Король                                  | Георг VI                                                 | 1936 год—1952 год                    |      |
| Генерал-губернатор | Южно-Африканский Союз                  | Южно-Африканский Союз                  | Николаас Якобус де Вет                  | 1943 год—1946 год                                        |                                      |      |
| Премьер-министр    | Южно-Африканский Союз                  | Южно-Африканский Союз                  | Ян Смэтс                                | 1919 год—1924 год, 1939 год—1948 год                     |                                      |      |

## Европа
| Флаг                                                | Страна | Страна | Должность | Имя | Начало и конец срока                                                                                    | Фото |
| --------------------------------------------------- | --- | --- | --- | --- | --- | ---- |
| Флаг Австрии                                        | Австрия Австрийская государственность восстановлена после 13 апреля 1945 года | Австрия Австрийская государственность восстановлена после 13 апреля 1945 года | Федеральный президент                                                                                                 | Карл Реннер | 1945 год—1950 год                                                                                       |      |
| Флаг Австрии                                        | Австрия Австрийская государственность восстановлена после 13 апреля 1945 года | Австрия Австрийская государственность восстановлена после 13 апреля 1945 года | Федеральный канцлер                                                                                                   | Карл Реннер Леопольд Фигль | 1945 год 1945 год—1953 год                                                                              |      |
|                                                     | Албания | Албания | Первый секретарь Центрального Комитета                                                                                | Энвер Ходжа | 1941 год—1985 год                                                                                       |      |
| Председатель демократического правительства         | Албания | Албания | Энвер Ходжа | 1944 год—1946 год | |      |
| Флаг Андорры                                        | Андорра | Андорра | Соправители | Шарль де Голль Председатель Временного правительства Французской республики                                                                                             | 1944 год—1946 год                                                                                       |      |
| Флаг Андорры                                        | Андорра | Андорра | Соправители | Рамон Иглеисас-и-Навори Епископ Урхельский | 1943 год—1969 год                                                                                       |      |
| Флаг Бельгии                                        | Бельгия | Бельгия | Король | Леопольд III | 1934 год—1951 год                                                                                       |      |
| Флаг Бельгии                                        | Бельгия | Бельгия | Премьер-министр | Юбер Пьерло Ахилл Ван Аккер | 1939 год—1945 год (1945 год—1946 год, 1946 год, 1954 год—1958 год)                                      |      |
|                                                     | Богемия и Моравия Протекторат Германского рейха. Прекратил существование после капитуляции Германии в мае 1945 года | Богемия и Моравия Протекторат Германского рейха. Прекратил существование после капитуляции Германии в мае 1945 года | Президент | Эмиль Гаха | 1939 год—1945 год                                                                                       |      |
| Председатель Правительства                          | Богемия и Моравия Протекторат Германского рейха. Прекратил существование после капитуляции Германии в мае 1945 года | Богемия и Моравия Протекторат Германского рейха. Прекратил существование после капитуляции Германии в мае 1945 года | Ярослав Крейчи Рихард Бинерт                                                                                          | 1941 год—1945 год 1945 год | |      |
|                                                     | Болгария | Болгария | Царь | Симеон II | 1943 год—1946 год                                                                                       |      |
| Премьер-министр                                     | Болгария | Болгария | Кимон Георгиев | 1934 год—1935 год, 1944 год—1946 год | |      |
|                                                     | Ватикан | Ватикан | Папа | Пий XII | 1939 год—1958 год                                                                                       |      |
|                                                     | Великобритания | Великобритания | Король | Георг VI | 1936 год—1952 год                                                                                       |      |
| Премьер-министр                                     | Великобритания | Великобритания | Уинстон Черчилль Клемент Эттли                                                                                        | (1940 год—1945 год, 1951 год—1955 год) 1945 год—1951 год | |      |
|                                                     | Венгрия | Венгрия | Председатель правительства национального единства                                                                     | Ференц Салаши | 1944 год—1945 год                                                                                       |      |
| Высший национальный совет                           | Высший национальный совет | Венгрия | 1945 год—1946 год | | |      |
| Председатель временного национального правительства | Венгрия | Венгрия | Бела Миклош Золтан Тилди                                                                                              | 1944 год—1945 год 1945 год—1946 год | |      |
|                                                     | Германский рейх Прекратил существование после капитуляции и был разделен на четыре зоны союзной оккупации | Германский рейх Прекратил существование после капитуляции и был разделен на четыре зоны союзной оккупации | Фюрер | Адольф Гитлер | 1934 год—1945 год                                                                                       |      |
| Рейхспрезидент                                      | Германский рейх Прекратил существование после капитуляции и был разделен на четыре зоны союзной оккупации | Германский рейх Прекратил существование после капитуляции и был разделен на четыре зоны союзной оккупации | Карл Дёниц | 1945 год | |      |
| Рейхсканцлер                                        | Германский рейх Прекратил существование после капитуляции и был разделен на четыре зоны союзной оккупации | Германский рейх Прекратил существование после капитуляции и был разделен на четыре зоны союзной оккупации | Адольф Гитлер Йозеф Геббельс Людвиг Шверин фон Крозиг                                                                 | 1933 год—1945 год 1945 год 1945 год | |      |
|                                                     | Греция | Греция | Король | Георг II | 1922 год—1924 год, 1935 год—1947 год                                                                    |      |
| Премьер-министр                                     | Греция | Греция | Георгиос Папандреу Николаос Пластирас Петрос Вулгарис архиепископ Дамаскин Панайотис Канеллопулос Темистоклис Софулис | (1944 год—1945 год, 1963 год, 1964 год—1965 год) (1945 год, 1950 год, 1951 год—1952 год) 1945 год (1945 год, 1967 год) (1924 год, 1945 год—1946 год, 1947 год—1949 год) | |      |
| Флаг Дании                                          | Дания Освобождена от германской оккупации весной 1945 года | Дания Освобождена от германской оккупации весной 1945 года | Король | Кристиан X | 1912 год—1947 год                                                                                       |      |
| Флаг Дании                                          | Дания Освобождена от германской оккупации весной 1945 года | Дания Освобождена от германской оккупации весной 1945 года | Премьер-министр | Вильхельм Бюль Кнуд Кристенсен | 1945 год 1945 год—1947 год                                                                              |      |
| Флаг Ирландии                                       | Ирландия | Ирландия | Президент | Дуглас Хайд Шон Томас О’Келли | 1938 год—1945 год 1945 год—1959 год                                                                     |      |
| Флаг Ирландии                                       | Ирландия | Ирландия | Премьер-министр (тишек)                                                                                               | Имон де Валера | 1937 год—1948 год                                                                                       |      |
| Флаг Исландии                                       | Исландия | Исландия | Президент | Свейдн Бьёрнссон | 1944 год—1952 год                                                                                       |      |
| Флаг Исландии                                       | Исландия | Исландия | Премьер-министр | Оулавюр Триггвасон Торс | 1942 год, 1944 год—1947 год, 1949 год—1950 год, 1953 год—1956 год, 1959 год—1961 год, 1962 год—1963 год |      |
|                                                     | Испания | Испания | Каудильо | Франсиско Франко | 1936 год—1975 год                                                                                       |      |
| Премьер-министр                                     | Испания | Испания | Франсиско Франко | 1938 год—1973 год | |      |
|                                                     | Италия | Италия | Король | Виктор Эммануил III | 1900 год—1946 год                                                                                       |      |
| Премьер-министр                                     | Италия | Италия | Иваноэ Бономи Ферруччо Парри Альчиде Де Гаспери                                                                       | (1921 год—1922 год, 1944 год—1945 год) 1945 год 1945 год—1953 год | |      |
|                                                     | Итальянская социальная республика (Республика Сало) Марионеточное государство Германского рейха. Прекратило своё существование 25—28 апреля 1945 года, когда капитулировали остатки немецких войск на территории Италии | Итальянская социальная республика (Республика Сало) Марионеточное государство Германского рейха. Прекратило своё существование 25—28 апреля 1945 года, когда капитулировали остатки немецких войск на территории Италии | Глава государства и правительства, дуче                                                                               | Бенито Муссолини | 1943 год—1945 год                                                                                       |      |
|                                                     | Лихтенштейн | Лихтенштейн | Князь | Франц Иосиф II | 1938 год—1989 год                                                                                       |      |
| Премьер-министр                                     | Лихтенштейн | Лихтенштейн | Йозеф Хооп Александр Фрик                                                                                             | 1928 год—1945 год 1945 год—1962 год | |      |
| Флаг Люксембурга                                    | Люксембург | Люксембург | Великая герцогиня | Шарлотта | 1919 год—1964 год                                                                                       |      |
| Флаг Люксембурга                                    | Люксембург | Люксембург | Премьер-министр | Пьер Дюпон | 1937 год—1953 год                                                                                       |      |
| Флаг Монако                                         | Монако | Монако | Князь | Луи II | 1922 год—1949 год                                                                                       |      |
| Флаг Монако                                         | Монако | Монако | Премьер-министр | Пьер де Витас | 1944 год—1948 год                                                                                       |      |
| Флаг Нидерландов                                    | Нидерланды Освобождены от германской оккупации 5 мая 1945 года | Нидерланды Освобождены от германской оккупации 5 мая 1945 года | Королева | Вильгельмина | 1890 год—1948 год                                                                                       |      |
| Флаг Нидерландов                                    | Нидерланды Освобождены от германской оккупации 5 мая 1945 года | Нидерланды Освобождены от германской оккупации 5 мая 1945 года | Премьер-министр | Виллем Схермерхорн | 1945 год—1946 год                                                                                       |      |
| Флаг Норвегии                                       | Норвегия Освобождена от германской оккупации 8 мая 1945 года | Норвегия Освобождена от германской оккупации 8 мая 1945 года | Король | Хокон VII | 1905 год—1957 год                                                                                       |      |
| Флаг Норвегии                                       | Норвегия Освобождена от германской оккупации 8 мая 1945 года | Норвегия Освобождена от германской оккупации 8 мая 1945 года | Премьер-министр | Йохан Нюгорсвольд Эйнар Герхардсен | 1935 год—1945 год (1945 год—1951 год, 1955 год—1963 год, 1963 год—1965 год)                             |      |
| Флаг Польши                                         | Польская Республика | Польская Республика | Председатель Крайова Рады Народовой                                                                                   | Болеслав Берут | 1944 год—1947 год                                                                                       |      |
| Флаг Польши                                         | Польская Республика | Польская Республика | Председатель временного правительства                                                                                 | Эдвард Осубка-Моравский | 1944 год—1947 год                                                                                       |      |
|                                                     | Португалия | Португалия | Президент | Ошкар Кармона | 1926 год—1951 год                                                                                       |      |
| Премьер-министр                                     | Португалия | Португалия | Антониу ди Салазар | 1932 год—1968 год | |      |
|                                                     | Румыния | Румыния | Король | Михай I | 1927 год—1930 год, 1940 год—1947 год                                                                    |      |
| Премьер-министр                                     | Румыния | Румыния | Николае Рэдеску Петру Гроза                                                                                           | 1944 год—1945 год 1945 год—1952 год | |      |
| Флаг Сан-Марино                                     | Сан-Марино | Сан-Марино | Капитаны-регенты | Теодоро Лонфернини и Леонида Суцци Валли Альваро Касали и Витторио Валентини Ферруччо Мартелли и Секондо Фьорини                                                        | 1944 год—1945 год 1945 год 1945 год—1946 год                                                            |      |
|                                                     | Союз Советских Социалистических Республик | Союз Советских Социалистических Республик | Генеральный секретарь ЦК ВКП(б)                                                                                       | Иосиф Сталин | 1925 год—1952 год                                                                                       |      |
| Председатель Президиума Верховного Совета СССР      | Союз Советских Социалистических Республик | Союз Советских Социалистических Республик | Михаил Калинин | 1938 год—1946 год | |      |
| Председатель Совета народных комиссаров             | Союз Советских Социалистических Республик | Союз Советских Социалистических Республик | Иосиф Сталин | 1941 год—1946 год | |      |
|                                                     | Словацкая республика Упразднена 4 апреля 1945 года. Вошла в состав Чехословакии | Словацкая республика Упразднена 4 апреля 1945 года. Вошла в состав Чехословакии | Президент | Йозеф Тисо | 1939 год—1945 год                                                                                       |      |
| Премьер-министр                                     | Словацкая республика Упразднена 4 апреля 1945 года. Вошла в состав Чехословакии | Словацкая республика Упразднена 4 апреля 1945 года. Вошла в состав Чехословакии | Штефан Тисо | 1944 год—1945 год | |      |
|                                                     | Финляндия | Финляндия | Президент | Карл Густав Маннергейм | 1944 год—1946 год                                                                                       |      |
| Премьер-министр                                     | Финляндия | Финляндия | Юхо Кусти Паасикиви                                                                                                   | 1918 год, 1944 год—1946 год | |      |
|                                                     | Франция | Франция | Председатель Временного правительства                                                                                 | Шарль де Голль | 1944 год—1946 год                                                                                       |      |
|                                                     | Хорватия Марионеточное государство Германии (1943—1945). Ликвидировано 8 мая 1945 года, вошло в состав Югославии | Хорватия Марионеточное государство Германии (1943—1945). Ликвидировано 8 мая 1945 года, вошло в состав Югославии | Поглавник | Анте Павелич | 1941 год—1945 год                                                                                       |      |
| Премьер-министр                                     | Хорватия Марионеточное государство Германии (1943—1945). Ликвидировано 8 мая 1945 года, вошло в состав Югославии | Хорватия Марионеточное государство Германии (1943—1945). Ликвидировано 8 мая 1945 года, вошло в состав Югославии | Никола Мандич | 1943 год—1945 год | |      |
|                                                     | Чехословакия Государство воссоздано 3 апреля 1945 года, освобождено от германской оккупации в мае 1945 года | Чехословакия Государство воссоздано 3 апреля 1945 года, освобождено от германской оккупации в мае 1945 года | Президент | Эдвард Бенеш | 1935 год—1938 год, 1945 год—1948 год                                                                    |      |
| Премьер-министр                                     | Чехословакия Государство воссоздано 3 апреля 1945 года, освобождено от германской оккупации в мае 1945 года | Чехословакия Государство воссоздано 3 апреля 1945 года, освобождено от германской оккупации в мае 1945 года | Зденек Фирлингер | 1945 год—1946 год | |      |
| Флаг Швейцарии                                      | Швейцария | Швейцария | Президент | Эдуард фон Штейгер | 1945 год, 1951 год                                                                                      |      |
|                                                     | Швеция | Швеция | Король | Густав V | 1907 год—1950 год                                                                                       |      |
| Премьер-министр                                     | Швеция | Швеция | Пер Альбин Ханссон | 1932 год—1936 год, 1936 год—1946 год | |      |
|                                                     | Югославия 11 ноября 1945 года в результате референдума упразднена монархия, 29 ноября провозглашено образование Социалистической Федеративной Республики Югославия                                                      | Югославия 11 ноября 1945 года в результате референдума упразднена монархия, 29 ноября провозглашено образование Социалистической Федеративной Республики Югославия                                                      | Председатель Президиума Временной Народной скупщины Югославии                                                         | Иван Рибар | 1944 год—1945 год                                                                                       |      |
| Генеральный секретарь Центрального Комитета         | Югославия 11 ноября 1945 года в результате референдума упразднена монархия, 29 ноября провозглашено образование Социалистической Федеративной Республики Югославия                                                      | Югославия 11 ноября 1945 года в результате референдума упразднена монархия, 29 ноября провозглашено образование Социалистической Федеративной Республики Югославия                                                      | Иосип Броз Тито | 1945 год—1980 год | |      |
| Председатель Президиума Народной скупщины Югославии | Югославия 11 ноября 1945 года в результате референдума упразднена монархия, 29 ноября провозглашено образование Социалистической Федеративной Республики Югославия                                                      | Югославия 11 ноября 1945 года в результате референдума упразднена монархия, 29 ноября провозглашено образование Социалистической Федеративной Республики Югославия                                                      | Иван Рибар | 1945 год—1953 год | |      |
| Председатель Правительства                          | Югославия 11 ноября 1945 года в результате референдума упразднена монархия, 29 ноября провозглашено образование Социалистической Федеративной Республики Югославия                                                      | Югославия 11 ноября 1945 года в результате референдума упразднена монархия, 29 ноября провозглашено образование Социалистической Федеративной Республики Югославия                                                      | Иосип Броз Тито | 1945 год—1963 год | |      |

## Океания
| Флаг                | Страна                             | Должность                                       | Имя                                          | Начало и конец срока | Фото |
| ------------------- | ---------------------------------- | ----------------------------------------------- | -------------------------------------------- | -------------------- | ---- |
|                     | Австралия                          | Король                                          | Георг VI                                     | 1936 год—1952 год    |      |
| Генерал-губернатор  | Австралия                          | Александр Хоур-Ратвен Генри, герцог Глостерский | 1936 год—1945 год 1945 год—1947 год          |                      |      |
| Премьер-министр     | Австралия                          | Джон Джозеф Кэтрин Фрэнк Форд Бен Чифли         | 1941 год—1945 год 1945 год 1945 год—1949 год |                      |      |
| Флаг Новой Зеландии | Новая Зеландия                     | Король                                          | Георг VI                                     | 1936 год—1952 год    |      |
| Флаг Новой Зеландии | Новая Зеландия                     | Генерал-губернатор                              | Сирил Ньюолл                                 | 1941 год—1946 год    |      |
| Флаг Новой Зеландии | Новая Зеландия                     | Премьер-министр                                 | Питер Фрейзер                                | 1940 год—1949 год    |      |
| Флаг Тонги          | Тонга (протекторат Великобритании) | Королева                                        | Салоте Тупоу III                             | 1918 год—1965 год    |      |
| Флаг Тонги          | Тонга (протекторат Великобритании) | Премьер                                         | Соломон Ула Ата                              | 1941 год—1949 год    |      |

## Северная и Центральная Америка
| Флаг                          | Страна                    | Должность                                 | Имя                                                              | Начало и конец срока                 | Фото |
| ----------------------------- | ------------------------- | ----------------------------------------- | ---------------------------------------------------------------- | ------------------------------------ | ---- |
|                               | Гаити                     | Президент                                 | Эли Леско                                                        | 1941 год—1946 год                    |      |
| Флаг Гватемалы                | Гватемала                 | Президент                                 | Революционная хунта Хуан Хосе Аревало                            | 1944 год—1945 год 1945 год—1951 год  |      |
| Флаг Гондураса                | Гондурас                  | Президент                                 | Тибурсио Кариас Андино                                           | 1924 год, 1933 год—1949 год          |      |
| Флаг Доминиканской Республики | Доминиканская Республика  | Президент                                 | Рафаэль Трухильо                                                 | 1930 год—1938 год, 1942 год—1952 год |      |
|                               | Канада                    | Король                                    | Георг VI                                                         | 1936 год—1952 год                    |      |
| Генерал-губернатор            | Канада                    | Александр Кембридж                        | 1940 год—1946 год                                                |                                      |      |
| Премьер-министр               | Канада                    | Уильям Макензи Кинг                       | 1921 год—1926 год, 1926 год—1930 год, 1935 год—1948 год          |                                      |      |
|                               | Коста-Рика                | Президент                                 | Теодоро Пикадо Михальски                                         | 1944 год—1948 год                    |      |
|                               | Куба                      | Президент                                 | Рамон Грау Сан-Мартин                                            | 1933 год—1934 год, 1944 год—1948 год |      |
| Премьер-министр               | Куба                      | Феликс Лансис Санчес Карлос Прио Сакаррас | (1944 год—1945 год, 1950 год—1951 год) 1945 год—1947 год         |                                      |      |
|                               | Мексика                   | Президент                                 | Мануэль Авила Камачо                                             | 1940 год—1946 год                    |      |
|                               | Никарагуа                 | Президент                                 | Анастасио Сомоса Гарсиа                                          | 1937 год—1947 год, 1950 год—1956 год |      |
|                               | Панама                    | Президент                                 | Рикардо Адольфо де ла Гуардиа Аранго Энрике Адольфо Хименес Брин | 1941 год—1945 год 1945 год—1948 год  |      |
| Флаг Сальвадора               | Сальвадор                 | Президент                                 | Осмин Агирре-и-Салинас Сальвадор Кастанеда Кастро                | 1944 год—1945 год 1945 год—1948 год  |      |
|                               | Соединённые Штаты Америки | Президент                                 | Франклин Рузвельт Гарри Трумэн                                   | 1933 год—1945 год 1945 год—1953 год  |      |

## Южная Америка
| Флаг                          | Страна    | Должность                                                   | Имя                                               | Начало и конец срока                                                                          | Фото |
| ----------------------------- | --------- | ----------------------------------------------------------- | ------------------------------------------------- | --------------------------------------------------------------------------------------------- | ---- |
| Флаг Аргентины                | Аргентина | Президент                                                   | Эдельмиро Хулиан Фаррель                          | 1944 год—1946 год                                                                             |      |
| Флаг Боливии                  | Боливия   | Президент                                                   | Гуальберто Вильярроэль                            | 1943 год—1946 год                                                                             |      |
|                               | Бразилия  | Президент                                                   | Жетулиу Варгас Жозе Линьяриш                      | (1930 год—1945 год, 1950 год—1954 год) 1945 год—1946 год                                      |      |
|                               | Венесуэла | Президент                                                   | Исайас Медина Ангарита Ромуло Бетанкур            | 1941 год—1945 год (1945 год—1948 год, 1959 год—1964 год)                                      |      |
| Флаг Колумбии                 | Колумбия  | Президент                                                   | Альфонсо Лопес Пумарехо Альберто Льерас Камарго   | (1934 год—1938 год, 1942 год—1945 год) (1945 год—1946 год, 1958 год—1962 год)                 |      |
|                               | Парагвай  | Президент                                                   | Ихинио Мориниго Мартинес                          | 1940 год—1948 год                                                                             |      |
|                               | Перу      | Президент                                                   | Мануэль Прадо-и-Угартече Хосе Бустаманте-и-Риверо | (1939 год—1945 год, 1956 год—1962 год) 1945 год—1948 год                                      |      |
| Председатель Совета министров | Перу      | Хулио Луис Эаст Тревиньо Хуан Рафаэль Белаунде Дьес-Кансеко | 1944 год—1945 год 1945 год—1946 год               |                                                                                               |      |
| Флаг Уругвая                  | Уругвай   | Президент                                                   | Хуан Хосе де Амесага                              | 1943 год—1947 год                                                                             |      |
| Флаг Чили                     | Чили      | Президент                                                   | Хуан Антонио Риос                                 | 1942 год—1946 год                                                                             |      |
| Флаг Эквадора                 | Эквадор   | Президент                                                   | Хосе Мария Веласко Ибарра                         | 1934 год—1935 год, 1944 год—1947 год, 1952 год—1956 год, 1960 год—1961 год, 1968 год—1972 год |      |

## Комментарии
1. ↑  Бежал через в Японию, где его поселили в буддийском монастыре под видом глухонемого монаха. Однако вскоре он попал в плен американских оккупационных властей и до 1946 года содержался в тюрьме Сугамо. Освободившись, он получил разрешение на возвращение в Бирму, которая спустя 2 года получила независимость от Великобритании, и это позволило Ба Мо вернуться к политической жизни.
2. ↑  25 августа 1945 отрёкся от престола и получил должность «верховного советника» правительства Хо Ши Мина. После начала гражданской войны уехал во Францию. В 1949 под давлением французов он вернулся и стал формальным главой профранцузского марионеточного Государства Вьетнам.
3. ↑  Назначен решениями Конгресса народных представителей в Танчао. Правительство сформировано на основе Национального комитета освобождения, учреждённого в Танчао 13 августа 1945 года.
4. ↑  Лидер национального движения, председатель Индонезийской комиссии по подготовке независимости, учреждённой японской администрацией 6 августа 1945 года. Избран Комиссией президентом 18 августа 1945 года.
5. ↑  Председатель Рабочего комитета Центрального национального индонезийского комитета (КНИП), совещательного органа при президенте, наделённого некоторыми функциями парламента.
6. ↑  В декабре 1944 года был назначен исполняющим обязанности председателя Исполнительного юаня с сохранением поста министра иностранных дел, а 31 мая 1945 года возглавил кабинет министров уже в качестве председателя.
7. ↑  Отстранён от власти движением Лао Иссара, но в апреле 1946 года французы вернули ему трон, сделав его королём уже всего новообразованного Королевства Лаос.
8. ↑  17 августа захвачен в плен советским десантом в Мукдэне. В 1950 году передан властям КНР.
9. ↑  Был захвачен в плен советскими войсками, в 1950 году передан властям КНР.
10. ↑  После поражения Японии в 1945—1949 находился в плену у гоминьдановцев, в 1949 году бежал в МНР, но был выдан в КНР. В тюрьме написал девять книг воспоминаний. В 1963 помилован, работал в историческом музее.
11. ↑  Правительство ушло в отставку в связи с проведением парламентских выборов.
12. ↑  Военный, генерал. Отправлен в отставку после битвы за Окинаву. После войны осуждён как военный преступник и приговорён к пожизненному заключению.
13. ↑  Военный, адмирал. Отправлен в отставку после капитуляции Японии.
14. ↑  Член императорской семьи, генерал. Ушёл в отставку после конфликта с командованием союзными оккупационными силами.
15. ↑  Убит 24 февраля 1945 года, сразу после того, как заявил в парламенте об объявлении Египтом войны Германии.
16. ↑  До 1955 года Австрия, сохраняя государственность, была разделена на четыре зоны оккупации союзников.
17. ↑  Осенью 1944 года вывезен с семьей в Австрию. После освобождения в мае 1945 года правительство запретило Леопольду как коллаборационисту возвращаться на родину (хотя формально он не был низложен). С 1944 года было установлено регентство брата Леопольда, принца Шарля.
18. ↑  Арестован 13 мая и сразу же переведён в тюрьму Панкрац. Там он и скончался 27 июня при неустановленных обстоятельствах
19. ↑  После освобождения Чехословакии суд приговорил его за государственную измену к лишению свободы сроком на 25 лет. Умер в тюрьме Леополдов. Прах был развеян 9 апреля 1976 г. на Виноградском кладбище в Праге.
20. ↑  Арестован 5 мая в день начала Пражского восстания в зале вещания мэрии. Осужден за измену и сотрудничество с нацистами, но из-за множества смягчающих обстоятельств был приговорён только к трём годам тюремного заключения. Из-за слабого здоровья он был досрочно освобождён в 1947 году и умер в Праге два года спустя.
21. ↑  Несовершеннолетний.
22. ↑  Ушёл в отставку после поражения консерваторов на выборах 5 июля 1945 года.
23. ↑  Лидер Лейбористской партии, победившей на парламентских выборах 5 июля 1945 года.
24. ↑  В конце марта 1945 года правительственные структуры режима Ф. Салаши фактически распались, сам он скрылся на территории Рейха. 4 апреля 1945 года Венгрия была полностью очищена от войск вермахта. Ференц Салаши был выдан новым венгерским властям, предан суду и повешен в 1946 году.
25. ↑  20 января 1945 года заключил перемирие с СССР. 4 апреля территория Венгрии была полностью очищена Красной Армией от войск вермахта. Первое заседание кабинета в Будапеште после переезда из Дебрецена прошло 19 апреля. Правительство было реорганизовано 21 августа 1945 года. Подал в отставку после парламентских выборов 4 ноября 1945 года.
26. ↑  По официальной версии совершил самоубийство 30 апреля 1945 года в осаждённом советскими войсками Берлине.
27. ↑  Главнокомандующий военно-морскими силами Германии, гросс-адмирал. Назначен А.Гитлером. Арестован союзниками 23 мая 1945 года в Фленсбурге, предан суду в Нюрнберге и приговорён к 10 годам тюрьмы.
28. ↑  Рейхсминистр народного образования и пропаганды, комиссар обороны Берлина. Назначен А.Гитлером. Совершил самоубийство 1 мая 1945 года после отказа советского командования от переговоров с его правительством.
29. ↑  Рейхсминистр финансов. Назначен К. Дёницем, сформировал правительство во Фленсбурге. Арестован союзниками 23 мая 1945 года, предан суду в Нюрнберге и приговорён к 10 годам тюрьмы.
30. ↑  В эмиграции с мая 1941 года по 26 сентября 1946 года.
31. ↑  Взят в плен партизанами, 28 апреля расстрелян вместе со своей любовницей Кларой Петаччи.
32. ↑  С 1940 года в эмиграции в Лондоне. С 9 по 14 мая его обязанности исполнял особый Совет (Rådmenn), с 14 мая — Оскар Торп. Вернулся в страну 31 мая 1945 года.
33. ↑  Военный, генерал. Глава коалиционного правительства с участием коммунистов. 22 февраля 1945 года обвинён СССР в развязывании гражданской войны в Румынии, 28 февраля отправлен королём в отставку. Скрылся в британской миссии, эмигрировал в США.
34. ↑  В апреле 1945 бежал в Баварию, где был 6 июня 1945 задержан американской армией и выдан Чехословакии, где 18 апреля 1947 года был повешен за государственную измену.
35. ↑  Бежал из страны, заочно приговорён к смерти. Скрывался в Австрии, Италии, Аргентине, Испании.
36. ↑  В мае 1945 уехал в Австрию, где был арестован. Позже, 17 мая его вместе с остальными экстрадируют в Югославию. 6 июня военный трибунал приговорил Николу Мандича к смертной казни. На следующий день приговор был приведен в исполнение.
37. ↑  Президент Чехословакии в 1935—1938 годах. Провозглашён президентом в Кошице, переехал в Прагу 16 мая 1945 года.
38. ↑  Социал-демократ, глава коалиционного правительства в Кошице. Правительство переехало в Прагу 10 мая 1945 года.
39. ↑  Скончался 5 июля 1945 года.
40. ↑  Занял пост после смерти Д.Кёртина как заместитель лидера Лейбористской партии, однако 13 июля новым лидером лейбористов был избран Бен Чифли.
41. ↑  Занял пост как новый лидер Лейбористской партии, избранный 13 июля 1945 года.
42. ↑  Избран президентом сроком на 6 лет, до 1 марта 1951 года.
43. ↑  Скоропостижно скончался 12 апреля 1945 года через 61 день после начала четвёртого четырёхлетнего президентского срока, который должен был завершиться 20 января 1949 года.
44. ↑  Вице-президент с 20 января 1945 года. Занял пост после смерти Ф. Д. Рузвельта до окончания его президентского срока 20 января 1949 года.
45. ↑  Свергнут в результате военного переворота 29 октября 1945 года. Арестован.
46. ↑  Председатель Верховного суда. Временный президент на период подготовки и проведения президентских выборов.
47. ↑  Военный, генерал. Свергнут в ходе всеобщего восстания 18 октября 1945 года, арестован и выслан в США.
48. ↑  Подал в отставку.
49. ↑  Вице-президент, вступил на пост после отставки А.Лопеса Пумарехо.